# House of Bonchinche
House of Bonchinche —первый русский вог-дом, созданный 19 марта 2011 года.
Бончинче — это не просто танцевальное комьюнити. Это сообщество танцовщиков и хореографов разных стилей, диджеев, МС, дизайнеров и представителей других видов искусства.

## Карьера
Название по созвучию переводится как «дом сплетников» (с испан. жарг bochinche — скандал, сплетня). House of Bonchinche является первым российским vogue-домом. В состав команды входят участники из разных городов России,а также Беларуси и Грузии, представляющие различные жанры. Члены команды также занимаются организацией фото- и видеосъемок, дизайном одежды и аксессуаров, DJ, написанием музыки, MC, организацией вечеринок и международных фестивалей.
House of Bonchinche участвовали во многих телепередачах: Танцы на ТНТ (3, 4, 5 сезоны), Вечерний Ургант, Comedy Woman, Звезда Танцпола на MTV (2, 3 сезон), «Танцуй на Первом», Танцуют Все (9 сезон). Участвовали в съемках следующих клипов: Тати «Девочка в Черном», IOWA «Пульсом Бьет Бит», IOWA «Красота», Little Big «Big Dick», Мияги & Эндшпиль «I got love», Corvad «Ultraviolence». Работали в качестве моделей на Moscow Fashion Week (показ бренда «Sorry I’m Not»), на презентациях Samsung Galaxy S8, Jaguar XE, показ Яниса Чамалиди. Являются хореографами таких проектов как «Танцы», «Piratskaya Stanciya», «Sensation White», «СуперДискотека» и др.
Лица брендов Befree (для лимитированной коллекции 2016), Дефиле . Выступали с известными мировыми артистами: Major Lazer, Azari & III, Тати, Лазарев, Little Big и пр.

## Проекты
- Международный вог бал — «Deep in Vogue» ball[11] (Минск, Санкт-Петербург, Одесса);
- Серия вечеринок «Who’s bitch party» (club «Mosaique», Спб),
- Международный фестиваль «Move & Prove International»